# Tram-train
Tram-train (xe điện mặt đất-tàu hỏa) là dạng phương tiện đường sắt nhẹ đáp ứng cả các tiêu chuẩn của một hệ thống đường sắt nhẹ và các tiêu chuẩn đường sắt chính tuyến quốc gia. Các đoàn tàu được chế tạo với khả năng chạy trên đường phố như xe điện mặt đất đô thị nhưng cũng có thể được phép hoạt động cùng với tàu hỏa chính tuyến. Điều này cho phép các dịch vụ tận dụng cả hệ thống đường sắt nhẹ đô thị sẵn có cũng như mạng lưới và nhà ga đường sắt chính tuyến. Ý tưởng này được đưa ra nhằm kết hợp khả năng tiếp cận trong môi trường đô thị của xe điện mặt đất hoặc đường sắt nhẹ với tốc độ lớn của tàu hỏa chính tuyến ở vùng ngoại ô.
Khái niệm tram-train hiện đại được tiên phong bởi thành phố Karlsruhe ở Đức vào cuối thập niên 1980, với kết quả là sự ra đời của hệ thống Karlsruhe Stadtbahn. Do đó mà nó cũng thường được gọi là mô hình Karlsruhe, và kể từ đó đã được áp dụng tại một số thành phố khác như Mulhouse ở Pháp, Kassel, Nordhausen và Saarbrücken ở Đức.
Ngoài ra cũng tồn tại một phiên bản khác ngược lại của tram-train có tên gọi là train-tram – sử dụng đoàn tàu chính tuyến chạy trên đường ray xe điện mặt đất giữa đường phố đô thị, còn được gọi là mô hình Zwickau.

## Công nghệ
Tram-train thường là một dạng của interurban — tức là chúng kết nối giữa những thị trấn hoặc thành phố riêng biệt, theo định nghĩa của George W. Hilton và John F. Due.
Hầu hết tram-train sử dụng đường sắt khổ tiêu chuẩn, cho phép chạy chung đường ray với tàu hỏa chính tuyến. Một số ngoại lệ bao gồm các hệ thống Xe điện mặt đất Alicante và Nordhausen sử dụng khổ 1 mét.
Các đoàn tàu tram-train được trang bị phù hợp cho cả hai chế độ vận hành kiểu xe điện mặt đất và tàu hỏa, trong đó có khả năng hỗ trợ nhiều mức điện áp khác nhau nếu cần và một số thiết bị an toàn như thiết bị dừng tàu tự động, v.v. Các hệ thống tại Karlsruhe và Saarbrücken sử dụng hệ thống bảo vệ tàu tự động "PZB" hay "Indusi"; nếu lái tàu đi qua đèn tín hiệu dừng lại, hệ thống sẽ kích hoạt phanh khẩn cấp để dừng tàu.

## Lịch sử
Đây không phải là một ý tưởng mới; từ đầu thế kỷ 20, các tuyến xe điện mặt đất interurban thường xuyên hoạt động trên phần đường riêng biệt giữa các thị trấn/thành phố và chạy trên đường phố trong phạm vi đô thị. Tuyến interurban đầu tiên xuất hiện tại Hoa Kỳ là tuyến Đường sắt phố Newark và Grandville (Newark and Grandville Street Railway) ở Ohio, mở cửa vào năm 1889. Vào năm 1924, tại Hobart, Úc, việc chia sẻ đường ray giữa xe điện mặt đất và tàu hỏa đã được đề xuất.
Khác biệt giữa tram-train hiện đại và những hệ thống interurban hay đường sắt xuyên tâm cũ là tram-train được chế tạo đáp ứng các tiêu chuẩn của đường sắt chính tuyến, thay vì bỏ qua chúng. Tuyến River tại New Jersey là một trường hợp ngoại lệ, chạy chung đường ray với tàu hàng theo lịch trình luân phiên: tàu khách chạy buổi sáng, tàu hàng chạy ban đêm.

## Các hệ thống hiện tại

### Châu Á

#### Nhật Bản
- Fukui: Tuyến Fukui Fukubu

### Châu Âu

#### Áo
- Gmunden: Xe điện mặt đất Traunsee (2018)[6]
- Viên - Baden bei Wien: Badner Bahn

#### Đan Mạch
- Aarhus Letbane[7]

#### Pháp
- Lyon: Rhônexpress (2010)
- Lyon: Tram-train de l'ouest lyonnais
- Mulhouse: Xe điện mặt đất Mulhouse[8]
- Nantes: Tram-train Nantes (2011)
- Île-de-France (vùng Paris):
  - Tuyến Xe điện mặt đất 4 (2006)
  - Tuyến Xe điện mặt đất 11 Tốc hành (2017)
  - Tuyến Xe điện mặt đất 12 Tốc hành (2023)
  - Tuyến Xe điện mặt đất 13 Tốc hành (2022)

#### Đức
- Chemnitz: City-Bahn Chemnitz
- Karlsruhe: Stadtbahn Karlsruhe
- Kassel: Kassel RegioTram (2006)
- Nordhausen: Xe điện mặt đất tại Nordhausen
- Saarbrücken: Saarbahn

#### Hungary
- Tram-train Szeged-Hódmezővásárhely (2021)

#### Ý
- Roma: Đường sắt Roma – Giardinetti
- Sassari: Metrosassari

#### Hà Lan
- Den Haag-Rotterdam: RandstadRail

#### Bồ Đào Nha
- Porto:
  - Tuyến B/Bx Porto Metro (mở cửa năm 2005)
  - Tuyến C Porto Metro (mở cửa năm 2005)

#### Tây Ban Nha
- Alicante: Xe điện mặt đất Alicante (2007)
- Mallorca: Mạng lưới đường sắt Mallorca
- Cádiz: Tram-train Vịnh Cádiz (2022)

#### Anh Quốc

##### Anh
- Sheffield - Rotherham: South Yorkshire Supertram (2018)

##### Wales
- Cardiff & South Wales Valleys: South Wales Metro (2024)

### Bắc Mỹ
- New Jersey: Tuyến River – sử dụng tàu điện động lực phân tán chạy trên đoạn đường ray chính tuyến giữa Trenton và Camden theo thỏa thuận chia sẻ với các công ty hàng hóa.
- Puebla, Mexico: Tàu du lịch Puebla-Cholula (2017-2021; các đoàn tàu đã được bán cho Tren Interoceánico)
- San Diego, California: San Diego Trolley

## Các hệ thống được đề xuất

### Châu Phi
- Hệ thống xe điện mặt đất 6 tháng 10 (O6T), Cairo, Ai Cập

### Châu Á
- Đường sắt Haifa – Nazareth, Israel[9]
- Đường sắt nhẹ Cơ Long (Nam Cảng-Cơ Long), Đài Loan[cần dẫn nguồn]

### Châu Âu
- Braunschweig, Đức
- Bratislava, Slovakia
- Cardiff, Anh Quốc
- Debrecen, Hungary [10]
- Erlangen, Đức – một đoạn mở rộng của Straßenbahn Nürnberg ban đầu không được dự định sử dụng đường ray chính tuyến nhưng đã được đề xuất điều này trong tương lai. Một tuyến đường khác dự kiến tới Herzogenaurach sẽ tái tạo lại một tuyến đường sắt chính tuyến cũ
- Gorzów Wielkopolski, Ba Lan
- Đại Manchester, Anh Quốc. Phần mở rộng được đề xuất cho mạng lưới Manchester Metrolink.[1][11]
- Grenoble, Pháp
- Groningen, Hà Lan
- Kiel, Đức
- Kyiv, Ukraina
- Košice, Slovakia[12] (đang trong giai đoạn lên kế hoạch)
- León, Tây Ban Nha
- Liberec — Jablonec nad Nisou, Cộng hòa Séc
- Linköping, Thụy Điển
- Linz, Áo (đang trong giai đoạn lên kế hoạch)
- Manresa, Tây Ban Nha
- Metro Mondego, Coimbra, Bồ Đào Nha
- RijnGouweLijn, Hà Lan
- Metro de Sevilla. Sevilla có một tuyến metro và một tuyến xe điện mặt đất không được kết nối, nhưng dự định dài hạn của thành phố này là liên kết hai hệ thống này với nhau.
- Oradea, România - Mạng lưới tram-train đầu tiên của România sẽ nằm tại Oradea với một số tuyến dự kiến, kết nối với những ngôi làng xung quanh như Borș, Băile Felix hay Sântandrei. Hệ thống tram-train tại Oradea đang trong giai đoạn lên kế hoạch, một số phần của dự án đã được chính quyền địa phương thông qua.
- Sevastopol[13]
- Strasbourg, Pháp
- Szeged, Hungary. Hai điểm đến khác đang được cân nhắc tính đến tháng 1 năm 2022 ngoài tuyến Szeged - Hódmezővásárhely được bắt đầu vận hành vào tháng 11 năm 2021. Tuyến Szeged - Subotica (Serbia) đang trong giai đoạn lên kế hoạch ban đầu.[14] Một bản nghiên cứu chuẩn bị cũng đã được hoàn thành cho tuyến Szeged - Makó,[15] tuy nhiên chi phí được dự báo ở mức cao, và dự án còn phụ thuộc vào một cây cầu chung đường bộ-đường sắt qua sông Tisa, hiện vẫn đang trong giai đoạn lên kế hoạch.
- TramCamp, Camp de Tarragona, Catalonia, Tây Ban Nha
- Wrocław, Ba Lan (2005) — 600 V DC/3 kV DC
- Riga, Latvia
- Turku, Phần Lan
- Chùm đô thị West Midlands, Anh Quốc. Phần mở rộng được đề xuất cho hệ thống West Midlands Metro.

### Châu Đại Dương
- Adelaide, Nam Úc – Vào ngày 5 tháng 6 năm 2008, Chính quyền Nam Úc đã công bố kế hoạch vận hành tram-train trên các tuyến tàu Outer Harbor/Grange của Adelaide Metro và đoạn xe điện mặt đất mở rộng City West-Glenelg như một phần trong dự án nâng cấp giao thông công cộng kéo dài 10 năm có trị giá 2 tỷ AUD.[16]
- Hobart, Tasmania

### Nam Mỹ
- Bogotá Commuter Rail (RegioTram), Colombia
- Cali, Colombia[17]

## Phương tiện
Các mẫu xe điện mặt đất được thiết kế cho việc vận hành tram-train bao gồm:
- RegioCitadis và Citadis Dualis của Alstom, dựa trên Citadis
- Bombardier Flexity Link và Bombardier Flexity Swift
- Siemens S70
- Stadler Citylink

## Train-tram

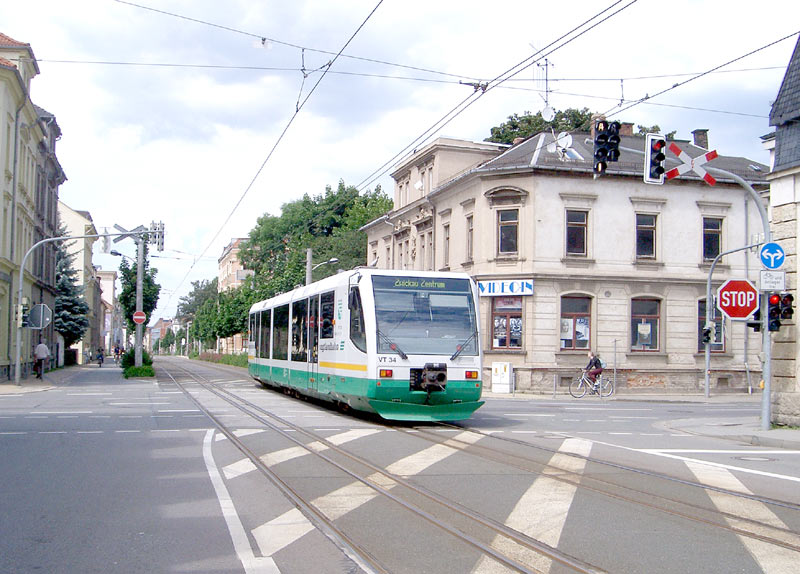
Mô hình Zwickau sử dụng các tram-train hạng nhẹ sử dụng nhiên liệu diesel chạy qua đường phố đô thị.

### Châu Âu
- Zwickau: Xe điện mặt đất Zwickau sử dụng các mẫu xe buýt đường sắt chạy diesel hạng nhẹ RegioSprinter trang bị máy phát điện diesel

### Bắc Mỹ
- Austin, Texas: Capital MetroRail – hệ thống đường sắt ngoại ô có nhiều sự tương đồng hơn với việc vận hành train-tram: đoàn tàu chạy trên đường phố khi tiến vào trung tâm thành phố và sử dụng tàu diesel động lực phân tán chạy trên đường ray chính tuyến.